# Roncus bauk
Espèce
Roncus bauk est une espèce de pseudoscorpions de la famille des Neobisiidae.

## Distribution
Cette espèce est endémique de Serbie. Elle se rencontre à Kalna dans la grotte Pećina u brdu Kale.

## Publication originale
- Ćurčić, 1991 : A new species of the genus Roncus L. Koch, 1873 (Neobisiidae, Pseudoscorpiones) from East Serbia. Mémoires de Biospéologie, vol. 18, p. 165-169.